# Rund um den Michel
Rund um den Michel ist ein Fernsehmagazin, das Berichte mit Bezug zu Hamburg zeigt und einmal im Monat im NDR Fernsehen ausgestrahlt wird. Die Sendung wird von Theresa Pöhls moderiert.

## Inhalt und Ausstrahlung
Die Sendung wird alle vier Wochen sonntags von 18.00 bis 18.45 Uhr im NDR Fernsehen ausgestrahlt, wobei eine Folge aus ca. zehn bis zwölf anmoderierten Einzelbeiträgen besteht. Das Magazin dient sowohl der Unterhaltung als auch der Information. Laut Eigendarstellung zeigt es „komische, spannende, nachdenkliche und schräge Geschichten mitten aus dem Hamburger Leben“. Häufig handelt es sich um aktuelle Kurzreportagen über Menschen, die in Hamburg leben und arbeiten. Gelegentlich werden Prominente mit Verbindung zu Hamburg porträtiert wie Udo Lindenberg, Heidi Kabel, Karl Lagerfeld, Lilo Wanders, Jan Fedder und Verona Feldbusch.

## Geschichte

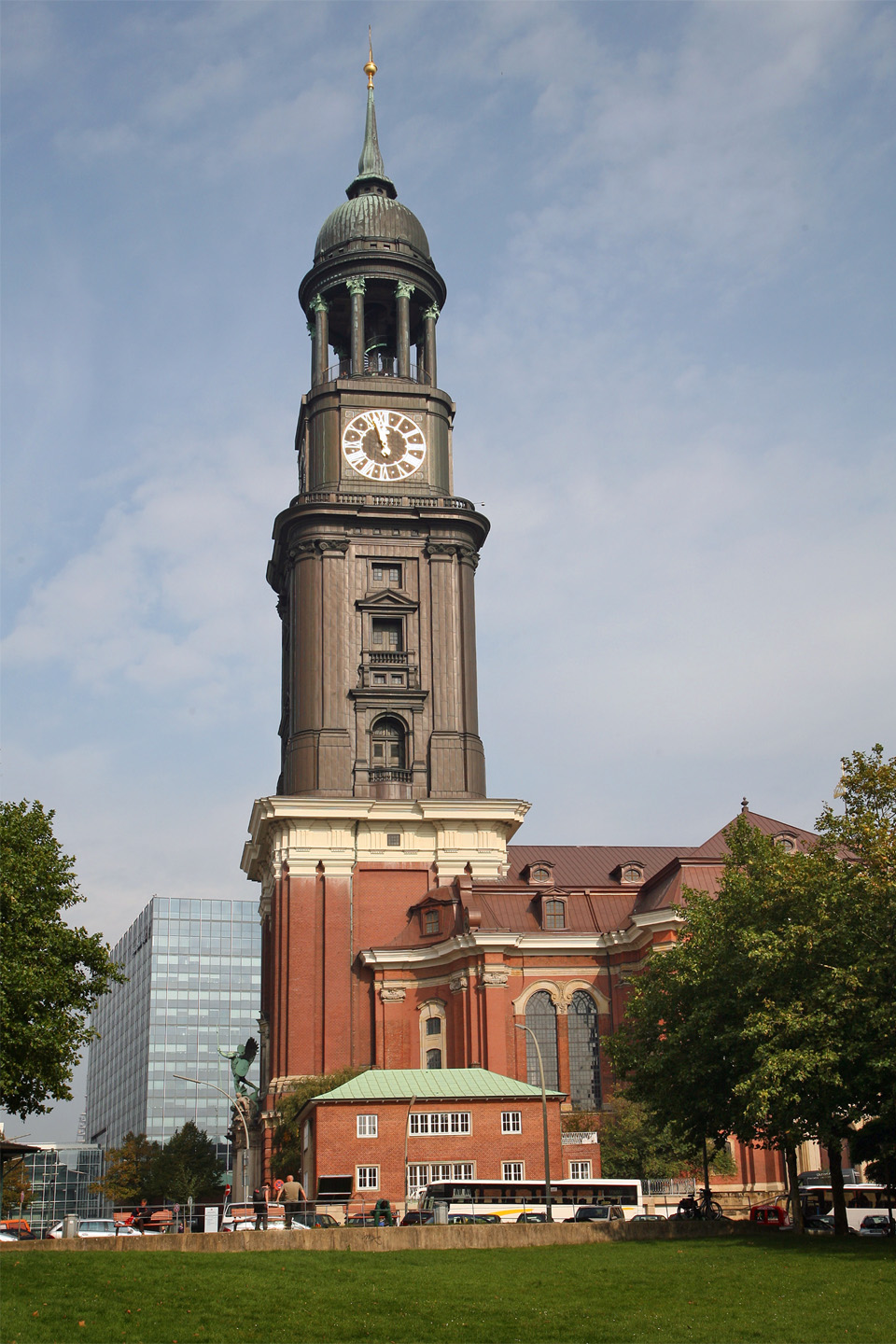
Der Michel, Wahrzeichen von Hamburg und Namensgeber der Sendung

Bei der Konzeption der Sendung orientierte man sich zunächst bis zu einem gewissen Grad an dem NDR-Doku-Magazin Rund um Big Ben (1981–2006), das heitere, skurrile oder nachdenklich stimmende Geschichten aus London zeigte. Auch der Titel bezieht sich analog zur Big Ben als bekanntes Wahrzeichen Londons auf den für Hamburg stehenden Michel.
Die Erstausstrahlung fand am 4. Januar 1991 im damaligen gemeinsamen Dritten Fernsehprogramm von NDR, Radio Bremen und Sender Freies Berlin statt. Die Moderation übernahm zunächst Birgit Schanzen, welche auch die Idee zu Rund um den Michel hatte.
Die Quote lag konstant bei ca. 500.000 Zuschauern, als die Sendung 1998 gravierend umgestaltet wurde. Ihr neues Motto lautete „Von Hamburg in die Welt“. Schanzen und ihr Team, bestehend aus zehn freien Mitarbeitern, porträtierten nun ehemalige Hamburger, die sich im Ausland eine Existenz aufgebaut hatten. Auch Vor- und Abspann der Sendung sowie die Grafiken wurden neu gestaltet.
Anfang 2000 übernahm Victoria Voncampe die Moderation der Sendung, die nun wieder zu ihrem Ursprungskonzept zurückkehrte und Geschichten aus Hamburg zeigte. Eine weitere Änderung war, dass Rund um den Michel live moderiert wurde.
2011 wurde eine Jubiläumssendung zum 20. Jahrestag des Magazins (mittlerweile moderiert von Susann Atwell) ausgestrahlt, zu deren Programmpunkten unter anderem „Best of Birgit Schanzen“ und „20 Jahre Prominente im ‚Michel‘“ gehörten.
Ehemalige Moderatoren
- 1991–1999: Birgit Schanzen
- 2000–2002: Victoria Voncampe
- 2002–2005: Thomas Bade
- 2006–2009: Julia-Niharika Sen[6]
- 2010–2011: Kristina Sterz[7]
- 2011–2017: Susann Atwell[7][8]